# Ingegerd Olofsdotter de Suècia
La princesa Ingegerd Olofsdotter de Suècia, també coneguda com a Irena, Anna i Santa Anna (1001 - 10 de febrer de 1050), fou una princesa sueca i Gran Princesa de Kíiv. Era filla del rei suec Olaf Skötkonung i d'Estrid dels Obotrites, i consort de Iaroslau I de Kíiv. Va arribar a ser santa de l'Església Ortodoxa per la seva tasca organitzativa de la vida monàstica per dones a Rus de Kíiv.
Ingegerd o Santa Anna és, sovint, confosa amb la mare de Sant Vladimir del Rus. Possiblement, això es deu al fet que Ingegerd i Iaroslav també van tenir un fill anomenat Vladimir.
Això no obstant, Sant Vladimir va ser, en realitat, el pare de Iaroslau I de Kíiv convertint-la en la seva nora. Sant Vladimir és, en realitat, fill de Svatioslav I de Kíiv i de Malfrida.

## Biografia
Ingegerd va néixer a Sigtuna, Suècia. En un principi, havia estat compromesa amb el rei noruec Olaf II, però quan Suècia i Noruega van tenir una disputa, el seu pare no va permetre que es portés a terme el casament.
En canvi, el pare d'Ingegerd va concertar ràpidament el seu matrimoni amb el poderós Iaroslau I de Kíiv. Un cop a Kíiv, Ingegerd va adoptar el nom d'Irena. Segons diverses sagues nòrdiques, el seu marit li va oferir Sàtaraia Làdoga com a dot (incloent-hi les terres del voltant), les quals més tard van rebre el nom de Ingria, possiblement derivat del nom d'Ingegerd. Ella va posar al seu amic, el jarl Ragnvald Ulfsson, a governar les seves terres en el seu nom.
Ingegerd va iniciar la construcció de la Catedral de Santa Sofia de Kíiv, supervisada pel seu marit. També va iniciar la construcció de la Catedral de Santa Sofia de Nóvgorod. Va tenir sis fills i quatre filles, les quals esdevindran reines de França, Hongria, Noruega i (possiblement) Anglaterra. La família sencera es troba representada en un dels frescos de Santa Sofia.

## Mort i enterrament
Ingegerd va morir el 10 de febrer de l'any 1050, sent enterrada a la Catedral de Santa Sofia de Kíiv.

## Santedat
Ingegerd fou declarat santa, sota el nom d'Anna, a Nóvgorod i Kíiv. El motiu va ser el començament de la construcció de la Catedral de Santa Sofia de Kíiv, així com la versió local, la Catedral de Santa Sofia de Nóvgorod, juntament amb altres bones accions.
Santa Anna, Gran Duquessa de Nóvgorod, fou la filla del rei suec Olaf Skötkonung, el "Rei de tots els cristians", qui va fer molt per difondre la fe ortodoxa a Escandinàvia, i de la pietosa reina Estrid.
A Suècia era coneguda com la princesa Ingegerd, es va casar amb Iaroslau I "el Savi", Gran Príncep de Kíiv, fundador de la Catedral de Santa Sofia el 1016, prenent el nom de Irena.
Va acollir als fills marginats del rei britànic Edmund, Edwin i Eduard, així com al príncep norueg Magne Olavsson, qui més tard tornaria a Noruega.
Potser és més coneguda com a mare de Vsèvolod de Kíiv, pare de Vladimir II Monòmac i progenitor dels Prínceps de Moscou. 
Les seves filles van ser Anna, reina de França, Anastàsia, reina d'Hongria, i Elisabet, reina de Noruega. Tota la família era molt devota i pietosa.
L'any 1050, va reposar a la Catedral de la Sagrada Saviesa (Santa Sofia) a Kíiv, sent tonsurada sota el nom d'Anna.
Dies festius: 10 de febrer i 4 d'octubre

## Descendència
Ingegerd va tenir els següents fills:
- Elisabet de Kíiv, reina de Noruega.
- Anastàsia de Kíiv, reina d'Hongria.
- Anna de Kíiv, reina de França.
- (Disputat) Àgata de Kíiv, reina d'Anglaterra.
- Vladimir de Nóvgorod, príncep de Nóvgorod.
- Iziaslav, príncep de Túrau i sobirà de la Rus de Kíiv.
- Sviatoslav, príncep de Txernígov i Gran Príncep de Kíiv.
- Vsèvolod, Gran Príncep de Kíiv.
- Igor Iaroslàvitx, Príncep de Smolensk i de Volynia.
- Viatxeslav Iaroslàvitx.[5]